# Okemah
La ville américaine d’Okemah est le siège du comté d'Okfuskee, dans l’Oklahoma. Lors du recensement de 2010, elle comptait 3 223 habitants. 

## Personnalités liées à la ville
- Le musicien Woody Guthrie est né à Okemah en 1912.
- L’astronaute William Pogue (1930-2014) est né à Okemah le 23 janvier 1930.

## Source
- (en) Cet article est partiellement ou en totalité issu de l’article de Wikipédia en anglais intitulé « Okemah, Oklahoma » (voir la liste des auteurs).